# Coppernicus-Gymnasium
Das Coppernicus-Gymnasium (Copp) ist ein neusprachliches und naturwissenschaftliches Gymnasium in Norderstedt. 1963 gegründet als Ableger der Johannes-Brahms-Schule Pinneberg, wurde das Gymnasium Garstedt, wie es übergangsweise hieß, zwei Jahre später selbständig. Als Gründungsdatum gilt der 13. April 1965, der Tag der Amtseinführung des ersten Schulleiters Willi Rasche. Seit 2004 ist das Coppernicus-Gymnasium Europaschule. 2018 entschied es sich als eines von wenigen Gymnasien in Schleswig-Holstein für die Beibehaltung von G8.

## Namensgeber
Namensgeber der Schule ist der bedeutende Astronom Nicolaus Copernicus, in der Schreibweise, die von seinem Biografen Leopold Prowe befürwortet wurde. Das Coppernicus-Gymnasium hat eine eigene Sternwarte und bietet den Schülern eine Astronomie-Arbeitsgemeinschaft an. 1979 erhielt die Schule das Porträt des Astronomen aus Thorn von Bundeskanzler Helmut Schmidt.

## Geschichte
Am 18. April 1963 wurde die Zweigstelle Garstedt der Johannes-Brahms-Schule Pinneberg eröffnet. Die zu dieser Zeit noch selbstständige Gemeinde Garstedt gehörte bis zur Gründung der neuen Stadt Norderstedt 1970 zum Kreis Pinneberg. Die Schule stand unter der formalen Leitung von Oberstudiendirektor Johannes Eggers, dem damaligen Schulleiter in der Kreisstadt Pinneberg. Er wurde zunächst von Karl-Heinz Otzen und ab April 1964 von Willi Rasche bei den Koordinierungsaufgaben und dem Aufbau der Zweigstelle am östlichen Rand des Kreisgebiets zu dessen schulischer Versorgung in der aufstrebenden Gemeinde Garstedt mit starkem Bevölkerungszuwachs unterstützt. Der Unterricht wurde mit zwei Sexten und einer Quinta in den Räumen der Realschule Garstedt aufgenommen; die Grundsteinlegung für den eigenen Neubau erfolgte am 28. Oktober 1964 am (damaligen) Birkenweg im Ortsteil Garstedter Feld.
Die Feierlichkeiten zur Eigenständigkeit, die rückwirkend zum 1. Februar 1965 ausgesprochen wurde, fanden am 13. April 1965 in den Räumlichkeiten der damals ebenfalls neu gebauten Realschule Garstedt am Aurikelstieg statt. Gleichzeitig wurde der erste Schulleiter Willi Rasche offiziell in sein Amt eingeführt. Genau ein Jahr später, am 13. April 1966, konnte das neue Schulgebäude bezogen werden. Die offizielle Einweihung fand zusammen mit der Verleihung des Namens Coppernicus-Gymnasium Garstedt am 10. September 1966 statt. Mit der Gründung Norderstedts am 1. Januar 1970 ging die Schulträgerschaft auf diese neue Stadt im Kreis Segeberg über. Dadurch wurde aus dem Coppernicus-Gymnasium Garstedt das Coppernicus-Gymnasium Norderstedt.
Die weiteren Bauabschnitte wurden im Wesentlichen bis Anfang der 1970er Jahre fertiggestellt: Osttrakt mit sechs Klassenräumen (1966), Musiksaal (1968), Westtrakt I mit sechs Klassenräumen (1968), zwei Sporthallen (Winter 1969/1970), Außensportanlagen (1970), Erweiterung des Westtrakts I um zwei zusätzliche Klassenräume (1971), Westtrakt II (1971), eine Lärmschutzmauer zwischen den beiden Westanbauten und der Heroldstraße (heutige Coppernicusstraße) (1971) sowie die Aula (1981). Am 1. Februar 1972 konnte die Sternwarte in Betrieb genommen werden. Am Abend des 1. Februar 1988 brach im Physik-Fachbereich im Hauptgebäude der Schule ein Brand aus und zerstörte die Einrichtung des Physikraums und des Chemie-Hörsaals. Die darunter liegenden Kunst- und Werkräume wurden erheblich beschädigt. Der Brand verursachte einen Gesamtschaden von etwa einer Million DM und führte zu einer Erneuerung der Naturwissenschaftsräume. Im Mai wurde 1995 eine Cafeteria eröffnet, die unter der Federführung des neu gegründeten Cafeteria-Vereins von über 70 Müttern und Vätern betrieben wurde. Im August 1997 wurde die dritte Sporthalle eingeweiht. Im Jahr 2001 mussten die dekorativen und sehr schweren Außenverkleidungen aus Sandstein und Schiefer demontiert werden, weil die Verankerungen sich gelockert hatten, und durch wärmedämmende Kunststofffassaden ersetzt werden. Im Juni 2011 wurde der Südanbau als Erweiterung des Ostanbaus mit einer Mensa, einem zweiten Musikraum sowie je vier Klassen- und Gruppenräumen und einer Lernwerkstatt fertiggestellt.
Im Jahr 1993 wurde die Koedukation von Mädchen und Jungen für den gesamten Sportunterricht beschlossen, und 1994 wurde der konfessionsübergreifende Religionsunterricht als Pilotprojekt genehmigt.
Im Schuljahr 1995/96 begann eine Kooperation mit der IGS Lütjenmoor (heute Willy-Brandt-Schule Norderstedt), um der IGS durch Zusammenlegung von Oberstufenkursen den Aufbau einer eigenen Oberstufe zu erleichtern.
Von 1993 bis 2002 wurde die Schule auf EDV und eine zeitgemäße Textverarbeitung umgestellt.1994: PCs für Schulverwaltung, Kollegium und Schüler sowie Einrichtung eines schuleigenen Servers und einer Homepage, 1996: Ausstattung des alten Computerraums mit neuen PCs, 1998 und 2001: Einrichtung von 2 weiteren Computerräumen, 1997 Aufnahme in das Förderprogramm "Schulen ans Netz" und Internetanschluss auch für den Oberstufenraum, 1998: erstmals Zensurenverwaltung und zentraler Zeugnisausdruck per Computer, 2002: erste von Schülern organisierte WLAN-Party.
Im Rahmen der Projektwoche 2000 wurde eine vielbeachtete Schulverschönerungsaktion durchgeführt, bei der die Hauptverantwortung in Elternhand lag. Schüler, Lehrer, mehr als 70 Eltern sowie ehemalige Schüler beteiligten sich eine Woche lang an der Renovierung des Schulgebäudes und an der Herrichtung des Außengeländes. Rund 3400 DM wurden hierfür aus der Elternschaft gespendet, die Stadt Norderstedt übernahm die Materialkosten von mehr als 7500 DM, ein privates Unternehmen stellte kostenlos das Malerwerkzeug zur Verfügung. Dank der Eigeninitiative des Coppernicus-Gymnasiums sparte der Schulträger schätzungsweise 40.000 DM.
2001 beschloss die Schulkonferenz ein Schulprogramm, das in den vorangegangenen Jahren ausgearbeitet worden war. Dazu war das Coppernicus-Gymnasium im Herbst 1998 in das Pilotprojekt des Bildungsministeriums Schulqualität in Vielfalt aufgenommen worden.
Am 4. Mai 2004 erfolgte die Ernennung zur 25. Europaschule in Schleswig-Holstein. Die Titelverleihung wurde mit einem großen europäischen Fest zusammen mit den Partnerschulen in Maromme und Tczew gefeiert.
Das Coppernicus-Gymnasium wurde am 17. Juni 2011 als Kompetenzzentrum für Begabtenförderung Sekundarstufe I und II als eine von elf Schulen in Schleswig-Holstein zertifiziert.

### Schulleiter
- 1965–1981: Willi Rasche
- 1982–1992: Hartmut Forbrich
- 1992/1993: Hanna Gamradt (kommissarisch)
- 1993–2002: Wolfgang Fuhrmann
- 2002–2010: Sieglinde Huszak
- 2010/2011: Christopher Randschau (kommissarisch)
- seit 2011: Heike Schlesselmann[2]

## Schulaktivitäten

### Schüleraustausche
- seit 1966 mit dem Collège d’Enseignement Secondaire Alain Maromme, Frankreich
- seit 1989 mit der Skola Podstawowa Nr. 10 in Tczew, Polen
- seit 2001 mit der Moorpark Highschool, USA

### Ehemalige Schüleraustausche
- bis 1989 mit verschiedenen Schulen in Großbritannien
- 1984 bis Anfang der 1990er Jahre mit dem Lycée Rabelais in Meudon bei Paris, Frankreich
- 1998 bis 2001 mit dem Colegio Alemán Alexander von Humboldt in Mexiko-Stadt, Mexiko

### Ski-Fahrt
Ein „Markenzeichen“ des Coppernicus-Gymnasiums ist die Ski-Fahrt, die die neunten Klassen durchführen. Die Idee entstand 1982 in der ersten Projektwoche der Schule, als 46 Schüler und sechs Sportlehrer nach Gerlos in Österreich fuhren. Seit 1983 fährt jährlich ein kompletter Mittelstufenjahrgang in die Alpen (seit 2001 nach Mallnitz), um das Skifahren zu erlernen, zunächst die zehnten Klassen und ab Mitte der 1990er Jahre die neunten Klassen. In Kooperation mit dem Sportverein 1. SC Norderstedt entstand im Laufe der Jahre ein umfangreicher „Skikeller“, der kostenlos Skiausrüstung für alle teilnehmenden Schüler leihweise zur Verfügung stellt.

### Betriebs- und Wirtschaftspraktikum
Für Schüler der zehnten (früher) oder. neunten (1995) Klasse ist ein zweiwöchiges Betriebs- und für Schüler der elften Klasse ein ebenfalls zweiwöchiges Wirtschaftspraktikum vorgesehen. Da die Praktika direkt vor den Herbst- bzw. Osterferien stattfinden, besteht die Möglichkeit der freiwilligen Verlängerung in die Ferien hinein. Die Praktikumsplätze sind von den Schülern selbst auszusuchen.

### Projektwoche
Seit 1982 findet jährlich eine Projektwoche statt, seit einigen Jahren direkt vor den Herbstferien. Es werden sowohl von Lehrern, Eltern als auch (Oberstufen-)Schülern Projekte für die Schüler angeboten.
Zeitgleich finden die Praktika der Klassenstufe 10 sowie z. T. Austauschfahrten statt (s. o.).

### Besondere Projekte über die Projektwochen hinaus
- 1994 Energiespar-Projekt der Stadt Norderstedt
- 1995 Projekt "Grünes Klassenzimmer" im Innenhof
- 1997 Umwelt-Olympiade St. Petersburg (1. Platz beim Thema "Müll")
- 1997 Förderprojekt des Landes Schleswig-Holstein "Schulen ans Netz"
- 1999 Projekt "Schüler machen Zeitung"
- 2001 Kreisau-Projekt (Internationale Jugendbegegnungsstätte in Kreisau/Polen)
- 2002 Pilotprojekt Schulqualität in Vielfalt "SquiV"

### Besondere Arbeitsgemeinschaften
Nicht alle der folgenden Arbeitsgemeinschaften wurden durchgehend angeboten.
- Astronomie (schuleigene Sternwarte)
- Basketball in Kooperation mit dem 1. SC Norderstedt
- Fechten in Kooperation mit dem 1. SC Norderstedt
- Fotografie (schuleigenes Fotolabor)
- Volleyball
- Hockey
- Stepp-Aerobic
- Jonglieren
- Turnen in Kooperation mit dem 1. SC Norderstedt

### Schauspiel und Musik

#### Theater und Musicals
Seit Bestehen der Schule gibt es einen Unter- und Mittelstufenchor sowie verschiedene Orchester und außerdem mehrere Theater-Arbeitsgruppen. Es wurden regelmäßig Musicalprojekte durchgeführt, wie beispielsweise 1996 Jukebox, a new musical entertainment with music of the 50’s and the 60’s, 1998 Magic Radio.1998, 2000 "Jekami"Konzerte (Jeder kann mitmachen), und Theaterprojekte realisiert, wie beispielsweise Die Liebenden in der Untergrundbahn, 1998 Ein Engel kommt nach Babylon, 1999 Der Satanarchäolügenialekohöllische Wunschpunsch, 2000 (auf Plattdeutsch) Die seltsamen Abenteuer von Don Quichotte und Sancho Pansa, 2002 Romeo und Julia.

#### Darstellendes Spiel
Seit 1997 ergänzt das Oberstufenfach Darstellendes Spiel das Kursangebot. Die erste Aufführung war im Mai 1998 Die Liebenden in der Untergrundbahn von Jean Tardieu.

#### Bläserklasse
Seit dem Schuljahr 2007/2008 gibt es eine Bläserklasse, in der die Fünftklässler an die verschiedenen Blasinstrumente herangeführt werden.

### Tabletklasse
Auch moderne Tabletklassen gibt es seit dem Schuljahr 2018/2019, in welcher die Schüler im Unterricht überwiegend mit iPads arbeiten.
Ab der Oberstufe sind alle Klassen digital unterwegs.

### Schülerzeitung
Am Coppernicus-Gymnasium gab es bereits verschiedene Schülerzeitungen: ZETT (drei (?) Ausgaben 1970/1971), Coppschmerz (Anfang der 1980er Jahre), Coppyright (1988−ca. 1991), Copp-Stand (1997–2002), Der Spicker (2006–2010; z. T. nur als Online-Ausgabe), Der Strehber (seit 2011). Darüber hinaus entsteht in der jährlichen Projektwoche eine Projektwochenzeitung.

### Junior-Projekt
Seit dem Schuljahr 1998/1999 nimmt das Coppernicus-Gymnasium am Junior-Projekt des Instituts für deutsche Wirtschaft teil, zeitweise sogar mit zwei Unternehmen.
| Schuljahr | Junior-Projekt       | Geschäftsidee                                                                  | Platzierungen bei Wettbewerben                                      |
| --------- | -------------------- | ------------------------------------------------------------------------------ | ------------------------------------------------------------------- |
| 1998/1999 | U"h"rschrei          | Uhren im Europastil                                                            | -                                                                   |
| 1999/2000 | Spieltrieb           | Gesellschaftsspiele                                                            | -                                                                   |
| 2000/2001 | HeartBeat 2001       | Partnervermittlung                                                             | -                                                                   |
| 2001/2002 | Delta Design         | Bedruckung von Bechern, Stiften etc.                                           | 2. Platz Landeswettbewerb                                           |
| 2002/2003 | InfoDimension        | PC-Display                                                                     | 1. Platz Landeswettbewerb                                           |
| 2003/2004 | Fahrstuhl            | Designmöbel aus recycelten Autositzen                                          | 1. Platz Landeswettbewerb, 3. Platz Bundeswettbewerb                |
|           | Rallye Express       | Rallye-Buch für Norderstedt                                                    | -                                                                   |
| 2004/2005 | Lucifer              | individuell gestaltete Lampen                                                  | 1. Platz Landeswettbewerb, 3. Platz Bundeswettbewerb                |
|           | Padstar              | Mousepads aus Acrylglas                                                        | -                                                                   |
| 2005/2006 | CoppAration          | Blumentopfwassermesser und Detektivspiele                                      | 3. Platz Landeswettbewerb                                           |
|           | Mosaiko              | Hausnummern in Mosaikform                                                      | -                                                                   |
| 2006/2007 | Ämobe-L              | restaurierte Tische                                                            | -                                                                   |
|           | Frametactic          | leuchtende Bilderrahmen                                                        | -                                                                   |
| 2007/2008 | Versteh NexX         | Wörterbuch für Jugendsprache                                                   | 1. Platz Landeswettbewerb                                           |
|           | Copp’s Kitchen       | Kochbuch                                                                       | 2. Platz Landeswettbewerb                                           |
| 2008/2009 | Name.it              | Foto- und Kartenständer aus Aluminiumdraht                                     | JUNIOR Trade Fair Austria Award (in der Kategorie „Best Marketing“) |
| 2009/2010 | Pinwire              | individuelle Pinnwände aus Eisendraht                                          | JUNIOR Trade Fair Austria Award (Gewinner-Company)                  |
| 2011/2012 | UniversalStickBakery | individuelles Design von USB-Sticks aus Tropenhölzern                          |                                                                     |
| 2012/2013 | PloppCase            | Aluminium Handy Case fürs iPhone                                               | Preis für besten Stand Juniormesse Nord                             |
| 2012/2013 | EconoMyLife          | Herstellung von recyclebaren Mülleimern und ein Wirtschafts- und Ökologiespiel | 1. Platz Global Enterprise Project Turin, 2. Platz Landeswettbewerb |

### Alumniarbeit
2006 gab es das erste jahrgangsübergreifende Ehemaligentreffen für frühere Schüler und Lehrer. Seit 2009 findet diese Veranstaltung regelmäßig statt und wird gemeinschaftlich von der Schulleitung und ehemaligen Schülern organisiert.
Am 26. Juni 2010 wurde der Copperation e.V. – Verein der Freunde und Ehemaligen des Coppernicus-Gymnasiums Norderstedt als Ehemaligenverein von früheren Schülern und Lehrern gegründet. Am 25. April 2023 stellte sich zum zweiten Mal niemand zur Wahl für die Vorstandsposten, daher wurde der Verein aufgelöst.

## Klassen- und Schülerzahlen
| Schuljahr | Anzahl Klassen | Anzahl Schüler |
| --------- | -------------- | -------------- |
| 1965/1966 | 10             | 359            |
| 1966/1967 | 21             | 525            |
| 1971/1972 | 29             | 833            |
| 1973/1974 | 31             | 900            |
| 1978/1979 |                | 836            |
| 1979/1980 |                | 825            |
| 1980/1981 |                | 780            |
| 1981/1982 | 20             | 744            |
| 1982/1983 |                | 699            |
| 1983/1984 |                | 656            |
| 1984/1985 |                | 625            |
| 1985/1986 | 16             | 577            |
| 1987/1988 | 14             | 517            |
| 1988/1989 |                | 493            |
| 1989/1990 | 13             | 461            |
| 1990/1991 |                | 469            |
| 1991/1992 | 13             | 461            |
| 1992/1993 | 13             | 457            |
| 1993/1994 | 14             | 451            |
| 1994/1995 | 15             | 476            |
| 1995/1996 | 17             | 487            |
| 1996/1997 | 18             | 525            |
| 1997/1998 | 19             | 539            |
| 1998/1999 |                | 562            |
| 1999/2000 | 20             | 568            |
| 2000/2001 | 21             | 607            |
| 2001/2002 | 22             | 636            |
| 2002/2003 | 24             | 662            |
| 2003/2004 |                | 651            |
| 2004/2005 |                | 687            |
| 2005/2006 |                | 697            |
| 2006/2007 |                | 724            |
| 2007/2008 |                | 721            |
| 2008/2009 |                | 728            |
| 2009/2010 |                | 708            |
| 2010/2011 | 28             | 662            |
| 2011/2012 |                | 658            |
| 2012/2013 |                | 685            |
| 2013/2014 |                | 711            |
| 2014/2015 |                | 739            |
| 2015/2016 |                | 746            |
| 2016/2017 |                | 741            |
| 2017/2018 |                | 751            |
| 2018/2019 |                | 788            |
| 2019/2020 |                | 830            |
| 2020/2021 |                | 826            |

## Kunst am Bau

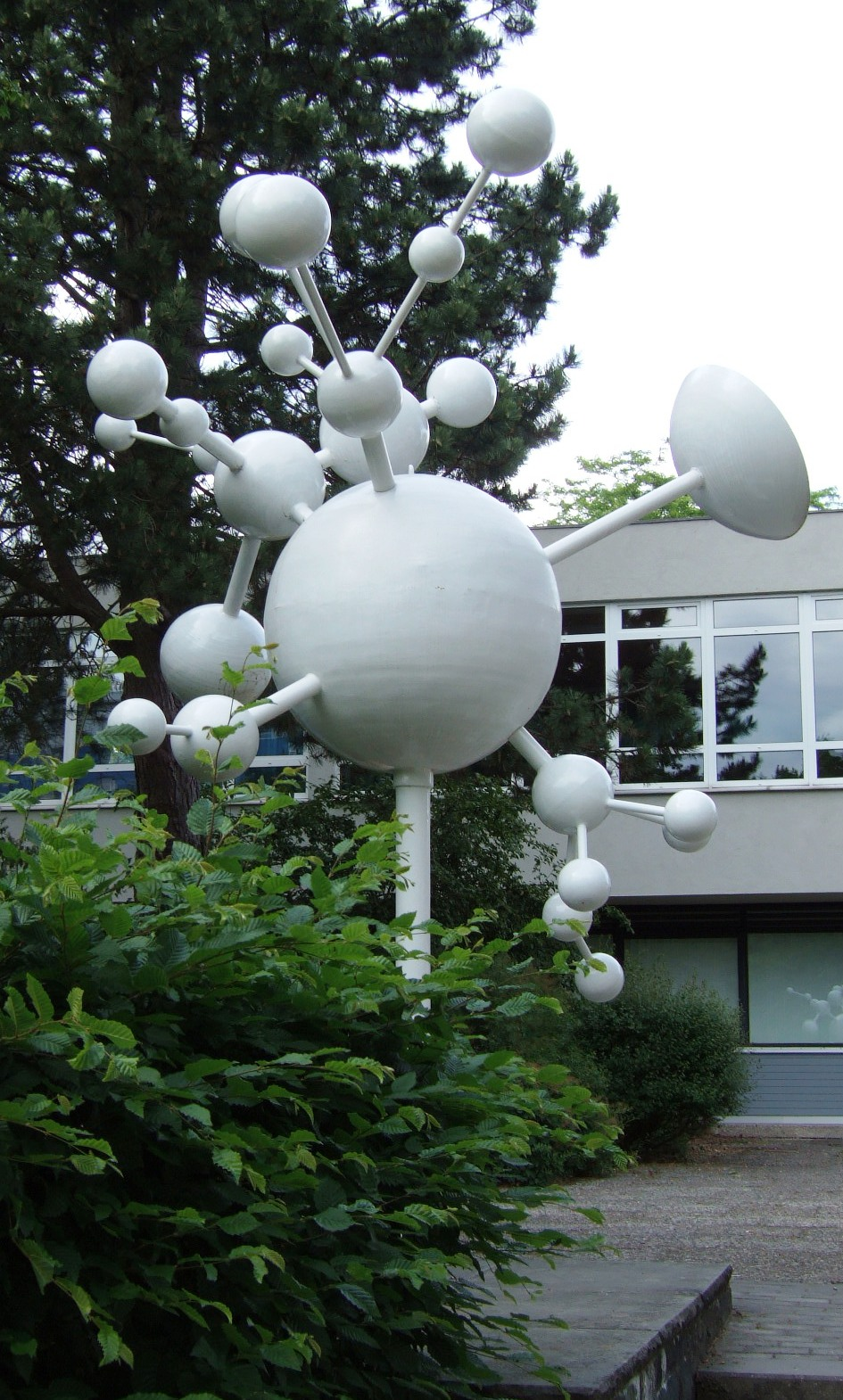
Plastik von Harald Duwe

Per Konferenzbeschluss verhinderte das Lehrerkollegium 1966 erfolgreich die Aufstellung einer Plastik eines Pinneberger Kollegen ohne vorherige Ausschreibung vor dem Schul-Neubau. Nach erfolgter Ausschreibung wurde schließlich eine Plastik von Harald Duwe vor dem Haupteingang und eine von Walter Arno auf dem Ostschulhof aufgestellt.
Duwes Plastik, die oftmals als eine Darstellung des kopernikanischen Weltbildes interpretiert wird, war Vorlage für das in den 1990er Jahren im Sinne des Corporate Identity eingeführte Schullogo.

## Persönlichkeiten

### Bekannte Schüler
- Sylvia Brandis Lindström, Pferdetrainerin und Schriftstellerin
- Dariush Hassanpour (* 1996), Politiker (Die Linke)
- Wolfgang Herrndorf (1965–2013), Schriftsteller und Künstler
- Mike Krüger (* 1951), Komiker, Kabarettist und Sänger (kurzzeitiger Schulbesuch am Coppernicus-Gymnasium)
- Ricki Osterthun (* 1964), ehem. deutscher Tennisprofi

### Bekannte Lehrer
- Martin Wilke (1926–2021), ehem. Fußballtrainer des HSV

## Förderer
- Verein zur Förderung des Coppernicus-Gymnasiums Norderstedt e.V. (gegründet 1966)
- Copperation e.V. – Verein der Freunde und Ehemaligen des Coppernicus-Gymnasiums Norderstedt (gegründet 2010, aufgelöst 2023)
- Cafeteria-Verein im Coppernicus-Gymnasium in Norderstedt (gegründet 1994, aufgelöst 2013)